# Hermes Farias de Macedo
Hermes Farias de Macedo (Rio Pardo, 7 de março de 1914 - Curitiba, 26 de outubro de 1993) foi um advogado, empresário e político brasileiro, filiado à Aliança Renovadora Nacional (ARENA).

## Histórico
Filho de Delibio Macedo e Tereza Faria Macedo, Hermes nasceu em Rio Pardo, Rio Grande do Sul.
Radicou-se em Curitiba, onde montou um pequeno negócio de autopeças, aos 18 anos de idade, que viria a se tornar a maior empresa de comércio varejista do país, denominado Grupo Hermes Macedo.
Formou-se como Bacharel em Ciências Jurídicas e Sociais pela Faculdade de Direito da Universidade Federal do Paraná (UFPR), no ano de 1941.

## Vida política
Iniciou sua carreira política elegendo-se deputado federal pelo Paraná no pleito de outubro de 1962, na legenda da Aliança Movimento Democrático Renovador, coligação formada pelo Partido Democrata Cristão (PDC), a União Democrática Nacional (UDN) e o Partido Trabalhista Nacional (PTN).
Assumiu o mandato em fevereiro de 1963 e, após o golpe de Estado de 31 de março de 1964, que depôs o presidente João Goulart (1961-1964), extinguiu os partidos políticos pelo Ato Institucional nº 2 (27/10/1965) e a posterior instauração do bipartidarismo, filiou-se à Aliança Renovadora Nacional (Arena), partido de sustentação do regime militar.
Nas eleições de 1966 e 1970, foi reeleito deputado federal pelo Paraná, sempre na legenda da Arena. Nessa última legislatura foi membro das comissões de Legislação Social, de Relações Exteriores e de Finanças e suplente da Comissão de Economia da Câmara dos Deputados. Reeleito em novembro de 1974, ainda na legenda da Arena, tornou-se vice-presidente da Comissão de Transportes e suplente da Comissão de Relações Exteriores da Câmara.
No pleito de novembro de 1978, foi mais uma vez eleito deputado federal pelo Paraná, ainda na legenda da Arena. Com a extinção do bipartidarismo e a conseqüente reformulação partidária, em 29 de novembro de 1979, filiou-se ao governista Partido Democrático Social (PDS). Durante essa legislatura foi novamente membro da Comissão de Transportes e suplente da Comissão de Relações Exteriores da Câmara. Não tendo concorrido no pleito de novembro de 1982, deixou a Câmara dos Deputados em janeiro de 1983, ao final da legislatura.

## Vida Pessoal
Hermes Farias de Macedo era casado com Jaíra Macedo, com quem teve seis filhos.
Faleceu em Curitiba, no dia 26 de outubro de 1993, aos 79 anos de idade.

## Homenagem
Em sua homenagem, o município de Curitiba batizou uma rua com seu nome, no bairro de Tatuquara.